# Incontro UFO di Milton Torres
L'incontro UFO di Milton Torres è un avvistamento di UFO verificatosi nel 1957 nel Regno Unito, che ha avuto come protagonista il pilota militare statunitense John Milton Torres. 

## L’avvistamento
All’epoca dei fatti Torres, entrato nell’United States Air Force nel 1951, aveva 25 anni e prestava servizio come sottotenente nella base RAF di Manston nel Kent, in Inghilterra. Il 20 maggio 1957, nella tarda serata, Torres ricevette l’ordine di decollare immediatamente per intercettare un grosso oggetto volante non identificato (UFO) che era stato individuato nel cielo dell’Anglia orientale dal radar di terra di una base situata nell’Essex. Torres, in volo con un caccia F-86 Sabre, si avvicinò all'oggetto e lo individuò sul radar dell’aereo, ma non poté vederlo perché era nascosto da un banco di nubi. Avendo ricevuto l’ordine di sparare contro l’oggetto una salva di missili, Torres chiese il codice di autenticazione, dato che la procedura di sparare contro un oggetto sconosciuto era inusuale in tempo di pace; ricevuto il codice, il pilota predispose le armi, ma prima che potesse aprire il fuoco l'UFO scomparve con grande velocità. Rientrato a terra, Torres fece rapporto ai suoi superiori. Gli fu comunicato che la missione a cui aveva preso parte era da considerarsi classificata e avrebbe ricevuto in seguito ulteriori istruzioni. Il giorno successivo ricevette nella base la visita di un uomo elegantemente vestito, che gli disse di lavorare per la NSA. L’uomo gli disse che quanto era successo doveva restare coperto dal segreto e Torres non avrebbe dovuto parlarne con nessuno, altrimenti gli avrebbero tolto la licenza di pilota e la sua carriera sarebbe finita. Il pilota fu altamente impressionato da quanto gli era stato detto e non parlò a nessuno della sua esperienza.

## Sviluppi successivi
Torres rimase in servizio come pilota militare fino al 1971. Dopo il congedo, conseguì il dottorato di ricerca in ingegneria meccanica e diventò professore di ingegneria alla Florida International University, ritirandosi dall’insegnamento nel 2004. 
Il caso che ha visto Torres come protagonista è stato reso pubblico per la prima volta nell'ottobre 2008 in seguito alla pubblicazione di documenti relativi agli UFO da parte del governo britannico. I documenti originali furono distrutti intorno al 1965 dopo l’assorbimento del Ministero dell’Aviazione da parte del Ministero della Difesa; rimangono alcuni rapporti informativi preparati nel 1957 per il Segretario di Stato per l’Aviazione (in cui si citano alcuni avvistamenti radar avvenuti fra il 1956 e il 1957 e rimasti senza spiegazione, fra cui il caso di Torres) e un memoriale inviato da Torres nel 1988 al Ministero della Difesa britannico. Negli archivi statunitensi del Progetto Blue Book non c’è alcun riferimento all’avvistamento. Nei documenti si parla anche dell'invio di un secondo aereo con un altro pilota, che a differenza di Torres non avrebbe riscontrato nulla di anomalo.
Intervistato sulla sua esperienza dopo la pubblicazione dei documenti, Torres ha espresso la convinzione che ciò che ha visto sul radar del suo aereo era un veicolo extraterrestre.

## Ipotesi
Dato che l’UFO non è stato riscontrato visivamente, è stato ipotizzato che sia trattato di un falso segnale radar causato da una propagazione anomala delle onde radio. 
David Clarke, uno studioso di ufologia che ha lavorato sui documenti rilasciati dal governo britannico, è convinto che sia realmente accaduto qualcosa di inusuale. Secondo Clarke, l’avvistamento potrebbe essere connesso con un programma segreto della CIA riguardante la guerra elettronica, che intendeva creare segnali fantasma sui radar. Questa tesi è sostenuta anche dal giornalista e scrittore britannico Mark Pilkington, che ha sottolineato l’atteggiamento inusuale dell’agente della NSA: gli agenti dei servizi segreti avvicinavano a volte i testimoni civili di avvistamenti di UFO, ma non i piloti militari e i membri delle Forze Armate.